# Esteatorreia
Esteatorreia é a formação de fezes volumosas, acinzentadas ou claras, que geralmente são mal cheirosas, flutuam na água e têm aparência oleosa, ou são acompanhadas de gordura que flutua no vaso sanitário. Ocorre por aumento na quantidade de gordura nas fezes, geralmente definida acima de 6 gramas por dia, causada por má absorção de diferentes etiologias.

## Fisiopatologia
No intestino delgado, a gordura ingerida (primariamente triglicérides) é digerida por enzimas como a lipase pancreática em moléculas menores, que são absorvidas pela parede intestinal após a formação de micelas pelos sais biliares. Como se trata de um nutriente valioso, geralmente há  pouca gordura não digerida nas fezes, a presença de esteatorreia geralmente indica uma doença de má absorção.
A má absorção que leva à esteatorreia pode ser dividida em três categorias:
- má digestão intraluminal
- má absorção pela mucosa intestinal
- má absorção pós-mucosa

### Má digestão intraluminal
É a que ocorre por distúrbio no processo de digestão na luz intestinal, seja pela falta de bile (por cirrose ou obstrução dos canais biliares, principalmente por câncer de pâncreas) ou  de enzimas pancreáticas (por pancreatite crônica ou câncer de pâncreas).

### Má absorção pela mucosa intestinal
A má absorção pode ocorrer pela destruição das células da mucosa intestinal (enterócitos) por drogas (colchicina, neomicina, algumas classes de AINEs e outros), por parasitas (giardíase, criptosporídeo, estrongiloides, doença de Whipple, Mycobacterium avium-intracellulare) e doenças autoimunes (doença celíaca, enteropatia autoimune, gastroenterite eosinofílica e outras) ou por medicações como a colestiramina, que impede a normal absorção dos sais biliares.

### Obstrução pós-mucosa
A principal causa é a linfangiectasia intestinal, que pode ser congênita (de nascimento) ou adquirida (por trauma, linfoma, carcinoma ou doença de Whipple. Com a obstrução dos canais linfáticos, ocorre a enteropatia perdedora de proteína com esteatorreia significativa. O que caracteriza essa situação é a má absorção de gorduras com perda nas fezes de proteínas e linfócitos, mas sem prejudicar a absorção de carboidratos, que são absorvidos e transportados pela circulação sanguínea portal.

### Outras causas
Outra causa de esteatorreia inclui o supercrescimento bacteriano, que causa diarreia inflamatória e secretória em pacientes com obstrução anatômica intestinal, como nos portadores de doença de Crohn, diverticulose do intestino delgado e distúrbios de motilidade intestinal. A esteatorreia ocorre da desconjugação pelas bactérias dos sais biliares, lesão e inflamação da mucosa intestinal e hidroxilação das gorduras.
A síndrome do intestino curto ocorre quando há ressecção extensa do intestino delgado, deixando menos de 200 cm. A esteatorreia é multifatorial, resultando da diminuição da superfície absortiva, do tempo de trânsito e pool de sais biliares. É parte de uma síndrome chamada "falência intestinal", que também inclui doença parenquimatosa intestinal (como a doença de Crohn) e distúrbios de motilidade onde a nutrição está prejudicada. Aos mecanismos de diarreia ainda se somam o efeito osmótico dos solutos não absorvidos, pela hipersecreção gástrica (talvez pelo supercrescimento bacteriano) e pela hipersecreção intestinal.

#### Doenças metabólicas
Doenças metabólicas como tireotoxicose, insuficiência adrenal, síndrome autoimune poliglandular, desnutrição proteico-calórica e jejum prolongado podem resultar em má absorção por diferentes mecanismos. A tireotoxicose pode simplesmente encurtar o tempo de trânsito intestinal, prejudicando a fase intraluminal da absorção de gorduras. A insuficiência adrenal (Doença de Addison) prejudica a fase intraluminal e a absorção da mucosa, como a desnutrição proteico-calórica e o jejum prolongado, que também levam a atrofia de mucosa. A má absorção relacionada à síndrome poliglandular tipo I é causada pela deficiência de células enteroendócrinas produtoras de colecistoquinina. Como na doença hepática, o quadro clínico da síndrome freqüentemente se sobrepõe e obscurece a diarreia e a má absorção.
Exemplos de tais doenças são:
- distúrbios da função exócrina do pâncreas (deficiência na produção e excreção de enzimas digestivas), como na pancreatite crônica, fibrose cística e Síndrome de Shwachman-Diamond
- doença celíaca, onde pode ocorrer deficiência na absorção de gorduras pelo dano à mucosa intestinal
- síndrome do intestino curto, após ressecções extensas do intestino delgado e a porção restante é incapaz de manter a absorção suficiente

## Diagnóstico

### Microscopia
Na forma mais simples de exame para gorduras fecais, uma amostra aleatória de fezes é examinada em microscópio após coloração com o corante Sudan III ou IV. A presença de gordura corada indica algum grau de má absorção.

## Teste quantitativo de gordura fecal
Testes quantitativos de gordura nas fezes medem a quantidade de gordura na amostra fornecida durante um período de dieta padronizada. Geralmente isto é realizado após a coleta total de fezes em um período de três dias, o que torna este teste uma experiência desagradável tanto para o paciente, quanto para seus familiares e para a equipe do laboratório.
As fezes coletadas são então misturadas e homogenizadas (o que pode ser feito com um misturador de tinta) e seu peso total é medido. Uma pequena amostra das fezes homogenizadas é então coletada, e seu conteúdo de gordura é extraído e medido por saponificação (transformação da gordura em sabão).
Normalmente, até 7 gramas de gordura podem ser eliminadas nas fezes em pessoas que consumam 100 gramas de gordura por dia. Em pacientes com diarreia simples, podem ser eliminadas até 12 gramas, uma vez que a presença de diarreia interfere com a absorção de gordura, mesmo que a diarreia não seja causada pela má absorção de gorduras.

## Ligações Externas
Manual Merck (em inglês)